# Lichenodraculus
Lichenodraculus is een geslacht van rechtvleugeligen uit de familie sabelsprinkhanen (Tettigoniidae). De wetenschappelijke naam van dit geslacht is voor het eerst geldig gepubliceerd in 2011 door Braun.

## Soorten
Het geslacht Lichenodraculus  is monotypisch en omvat slechts de volgende soort:
- Lichenodraculus matti (Braun, 2011)